# Richard Challoner
Richard Challoner (Lewes, 29 de agosto de 1691 — Londres, 12 de janeiro de 1781) foi um bispo católico e uma figura líder do catolicismo inglês durante grande parte do século XVIII. Ele é talvez mais conhecido pela sua revisão da tradução da bíblia feita pelos Douay Rheims. Foi bispo titular da Diocese de Doberus e Vigário Apostólico do distrito de Londres